# Temporada 2008-2009 de la Unió Esportiva Sant Andreu
Dades de la Temporada 2008-2009 de la UE Sant Andreu.

## Partits

### Lliga (Segona B)
- Segona Divisió B, grup 3r: tercera posició. Classificat per a la promoció d'ascens a Segona A.

#### Primera volta
| 31 d'agost de 2008 | UE Sant Andreu | 2:0 | CD Dénia |                            |  |
| 18:00              |                |     |          | Narcís Sala, Sant Andreu · |  |

| 6 de setembre de 2008 | CA Osasuna B | 0:1 | UE Sant Andreu |                      |  |
| 18:00                 |              |     |                | Tajonar, Aranguren · |  |

| 14 de setembre de 2008 | UE Sant Andreu | 1:0 | FC Barcelona Atlètic |                            |  |
| 18:00                  |                |     |                      | Narcís Sala, Sant Andreu · |  |

| 21 de setembre de 2008 | CE Alcoià | 0:0 | UE Sant Andreu |                    |  |
| 18:00                  |           |     |                | El Collao, Alcoi · |  |

| 24 de setembre de 2008 | UE Sant Andreu | 2:1 | UE Ibiza-Eivissa |                            |  |
| 12:00                  |                |     |                  | Narcís Sala, Sant Andreu · |  |

| 28 de setembre de 2008 | CF Badalona | 1:0 | UE Sant Andreu |                       |  |
| 17:00                  |             |     |                | Centenari, Badalona · |  |

| 5 d'octubre de 2008 | UE Sant Andreu | 0:1 | Terrassa FC |                            |  |
| 12:00               |                |     |             | Narcís Sala, Sant Andreu · |  |

| 12 d'octubre de 2008 | CF Gavà | 0:0 | UE Sant Andreu |                   |  |
| 12:00                |         |     |                | La Bòbila, Gavà · |  |

| 19 d'octubre de 2008 | UE Sant Andreu | 5:1 | València CF Mestalla |                            |  |
| 12:00                |                |     |                      | Narcís Sala, Sant Andreu · |  |

| 26 d'octubre de 2008 | UD Alzira | 2:2 | UE Sant Andreu |                            |  |
| 17:00                |           |     |                | Lluís Suñer Picó, Alzira · |  |

| 2 de novembre de 2008 | UE Sant Andreu | 2:2 | Ontinyent CF |                            |  |
| 12:00                 |                |     |              | Narcís Sala, Sant Andreu · |  |

| 9 de novembre de 2008 | Oriola CF | 2:3 | UE Sant Andreu |                     |  |
| 17:00                 |           |     |                | Los Arcos, Oriola · |  |

| 15 de novembre de 2008 | UE Sant Andreu | 1:2 | CE Sabadell FC |                            |  |
| 12:30                  |                |     |                | Narcís Sala, Sant Andreu · |  |

| 23 de novembre de 2008 | Benidorm CD | 0:0 | UE Sant Andreu |                     |  |
| 11:45                  |             |     |                | Foietes, Benidorm · |  |

| 30 de novembre de 2008 | UE Sant Andreu | 1:0 | PE Santa Eulària |                            |  |
| 12:00                  |                |     |                  | Narcís Sala, Sant Andreu · |  |

| 7 de desembre de 2008 | UDA Gramenet | 0:2 | UE Sant Andreu |                              |  |
| 17:00                 |              |     |                | Can Peixauet, Santa Coloma · |  |

| 14 de desembre de 2008 | UE Lleida | 0:0 | UE Sant Andreu |                          |  |
| 17:00                  |           |     |                | Camp d'Esports, Lleida · |  |

| 21 de desembre de 2008 | UE Sant Andreu | 1:0 | CE Atlètic Balears |                            |  |
| 12:00                  |                |     |                    | Narcís Sala, Sant Andreu · |  |

| 4 de gener de 2009 | Vila-real CF B | 3:0 | UE Sant Andreu |                               |  |
| 12:00              |                |     |                | Ciutat Esportiva, Vila-real · |  |

#### Segona volta
| 11 de gener de 2009 | CD Dénia | 0:0 | UE Sant Andreu |                   |  |
| 17:00               |          |     |                | Camp Nou, Dénia · |  |

| 18 de gener de 2009 | UE Sant Andreu | 1:1 | CA Osasuna B |                            |  |
| 12:00               |                |     |              | Narcís Sala, Sant Andreu · |  |

| 24 de gener de 2009 | FC Barcelona Atlètic | 1:1 | UE Sant Andreu |                          |  |
| 18:00               |                      |     |                | Mini Estadi, Barcelona · |  |

| 1 de febrer de 2009 | UE Sant Andreu | 1:1 | CE Alcoià |                            |  |
| 12:00               |                |     |           | Narcís Sala, Sant Andreu · |  |

| 8 de febrer de 2009 | UE Ibiza-Eivissa | 1:1 | UE Sant Andreu |                       |  |
| 17:00               |                  |     |                | Can Misses, Eivissa · |  |

| 14 de febrer de 2009 | UE Sant Andreu | 0:0 | CF Badalona |                            |  |
| 12:30                |                |     |             | Narcís Sala, Sant Andreu · |  |

| 22 de febrer de 2009 | Terrassa FC | 1:2 | UE Sant Andreu |                     |  |
| 17:00                |             |     |                | Olímpic, Terrassa · |  |

| 1 de març de 2009 | UE Sant Andreu | 0:0 | CF Gavà |                            |  |
| 12:00             |                |     |         | Narcís Sala, Sant Andreu · |  |

| 7 de març de 2009 | València CF Mestalla | 1:1 | UE Sant Andreu |                             |  |
| 18:00             |                      |     |                | Ciutat Esportiva, Paterna · |  |

| 15 de març de 2009 | UE Sant Andreu | 1:0 | UD Alzira |                            |  |
| 17:00              |                |     |           | Narcís Sala, Sant Andreu · |  |

| 21 de març de 2009 | Ontinyent CF | 1:1 | UE Sant Andreu |                          |  |
| 18:00              |              |     |                | El Clariano, Ontinyent · |  |

| 25 de març de 2009 | UE Sant Andreu | 1:1 | Oriola CF |                            |  |
| 17:00              |                |     |           | Narcís Sala, Sant Andreu · |  |

| 29 de març de 2009 | CE Sabadell FC | 3:0 | UE Sant Andreu |                            |  |
| 17:00              |                |     |                | Nova Creu Alta, Sabadell · |  |

| 4 d'abril de 2009 | UE Sant Andreu | 2:1 | Benidorm CD |                            |  |
| 12:30             |                |     |             | Narcís Sala, Sant Andreu · |  |

| 12 d'abril de 2009 | PE Santa Eulària | 1:1 | UE Sant Andreu |                                    |  |
| 17:00              |                  |     |                | Municipal, Santa Eulària des Riu · |  |

| 19 d'abril de 2009 | UE Sant Andreu | 1:2 | UDA Gramenet |                            |  |
| 12:00              |                |     |              | Narcís Sala, Sant Andreu · |  |

| 26 d'abril de 2009 | UE Sant Andreu | 3:2 | UE Lleida |                            |  |
| 17:00              |                |     |           | Narcís Sala, Sant Andreu · |  |

| 3 de maig de 2009 | CE Atlètic Balears | 0:2 | UE Sant Andreu |                        |  |
| 12:00             |                    |     |                | Estadi Balear, Palma · |  |

| 10 de maig de 2009 | UE Sant Andreu | 3:2 | Vila-real CF B |                            |  |
| 18:00              |                |     |                | Narcís Sala, Sant Andreu · |  |

### Promoció d'ascens a Segona A
1a eliminatòria
| 17 de maig de 2009 | UE Sant Andreu | 0:0 | AD Alcorcón |                            |  |
| 17:00              |                |     |             | Narcís Sala, Sant Andreu · |  |

| 24 de maig de 2009 | AD Alcorcón | 4:2 | UE Sant Andreu |                           |  |
| 19:00              |             |     |                | Santo Domingo, Alcorcón · |  |

### Copa del Rei
El Sant Andreu va ser eliminat a la segona eliminatòria pel Real Unión.

#### 1a eliminatòria
| 27 d'agost de 2008 | UE Sant Andreu | 2:1 | CD Mirandés |                            |  |
| 19:00              |                |     |             | Narcís Sala, Sant Andreu · |  |

#### 2a eliminatòria
| 3 de setembre de 2008 | Real Unión Club | 2:1 | UE Sant Andreu |                     |  |
| 20:15                 |                 |     |                | Stadium Gal, Irun · |  |

### Copa Catalunya
El Sant Andreu es va proclamar campió de Catalunya, en vèncer a la final al RCD Espanyol. Vegeu més informació a l'article corresponent a l'edició 2008-09 de la Copa Catalunya.

#### 1a eliminatòria
| 10 d'agost de 2008 | UE Sant Andreu | 2:1 | CF Badalona |                            |  |
|                    |                |     |             | Narcís Sala, Sant Andreu · |  |

#### 2a eliminatòria
| 16 d'agost de 2008 | UE Sant Andreu | 2:1 | Girona FC |                            |  |
|                    |                |     |           | Narcís Sala, Sant Andreu · |  |

#### 3a eliminatòria
| 24 d'agost de 2008 | UE Sant Andreu | 2:0 | Gimnàstic |                            |  |
|                    |                |     |           | Narcís Sala, Sant Andreu · |  |

#### Semifinal
| 9 de setembre de 2008 | FC Barcelona | 1:3 | UE Sant Andreu |                                       |  |
|                       |              |     |                | La Devesa, Sant Carles de la Ràpita · |  |

#### Final
| 8 d'octubre de 2008 | RCD Espanyol | 1:2 | UE Sant Andreu |                                       |  |
|                     |              |     |                | La Devesa, Sant Carles de la Ràpita · |  |